# Antanas Rekašius
Antanas Rekašius est un compositeur lituanien, né à Pavandenėje le 24 juillet 1928 et mort à Vilnius le 4 octobre 2003.